# Koffi Fiawoo
Koffi Fiawoo (Tsevik, 3 ottobre 1969) è un ex calciatore togolese, di ruolo attaccante.

## Caratteristiche tecniche
Era una punta centrale.

## Carriera

### Nazionale
Ha debuttato in Nazionale nel 1991. Ha partecipato, con la Nazionale, alla Coppa d'Africa 2000.